# Galovac
Galovac – miejscowość i gmina w Chorwacji, w żupanii zadarskiej. W 2011 roku liczyła  1234 mieszkańców.